# Université Trinity Western
L'Université Trinity Western (anglais : Trinity Western University, litt. Université Trinité de l'Ouest) est une université canadienne chrétienne évangélique située à Langley (Colombie-Britannique), au Canada.

## Histoire
L'université a ses racines dans un projet de l'Evangelical Free Church of America en 1957. Elle a été officiellement fondée en 1962 sous le nom de « Trinity Junior College ». En 1979, elle a été légalement reconnue par le gouvernement de Colombie-Britannique. En 1985, elle a pris le nom de « Trinity Western University ».

## Affiliations
Elle est membre du Conseil pour les collèges et universités chrétiens
.

## Campus

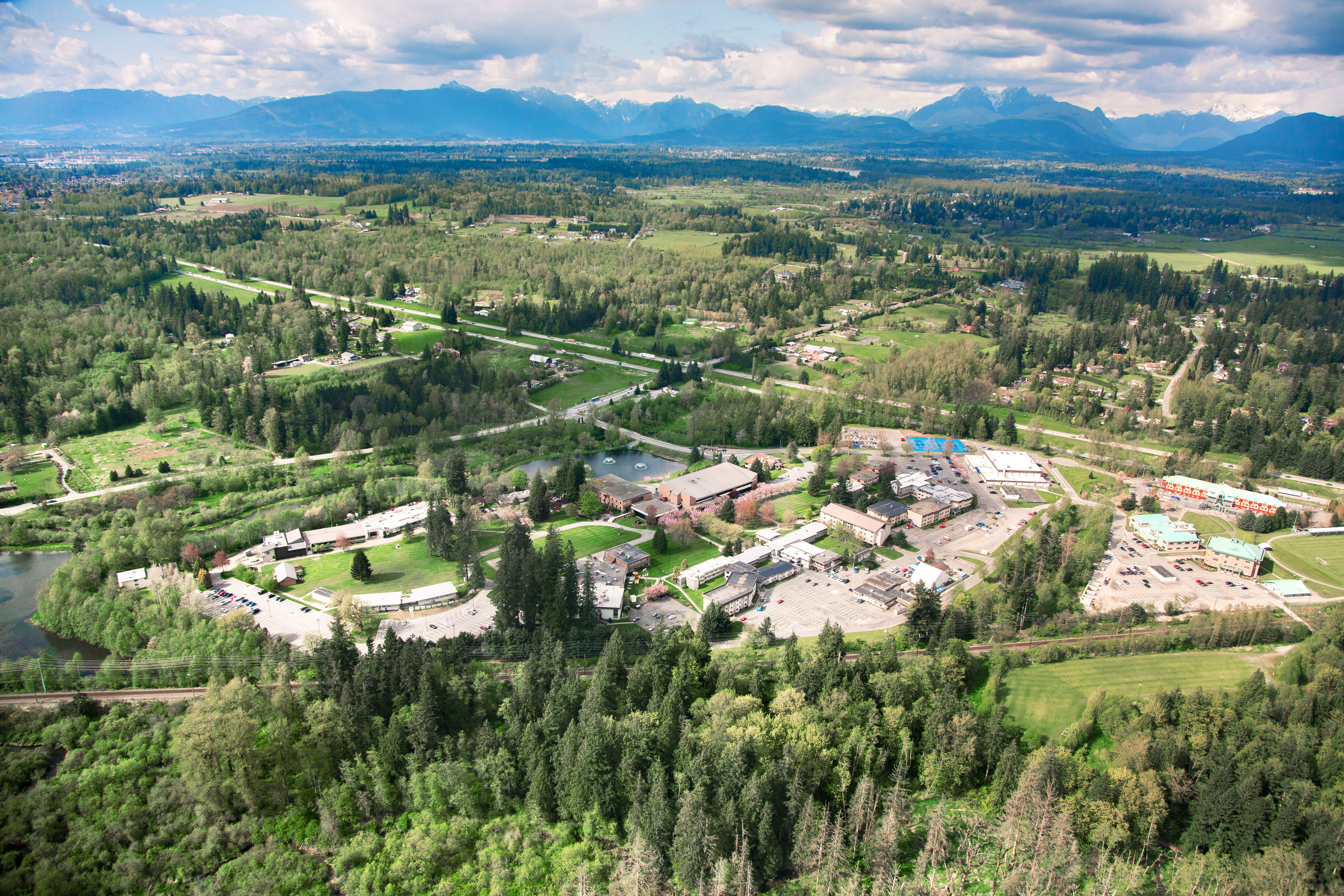
Vue sur le campus
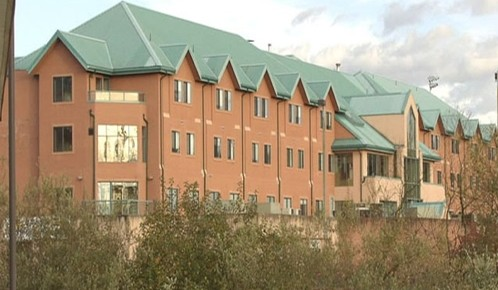
École des affaires
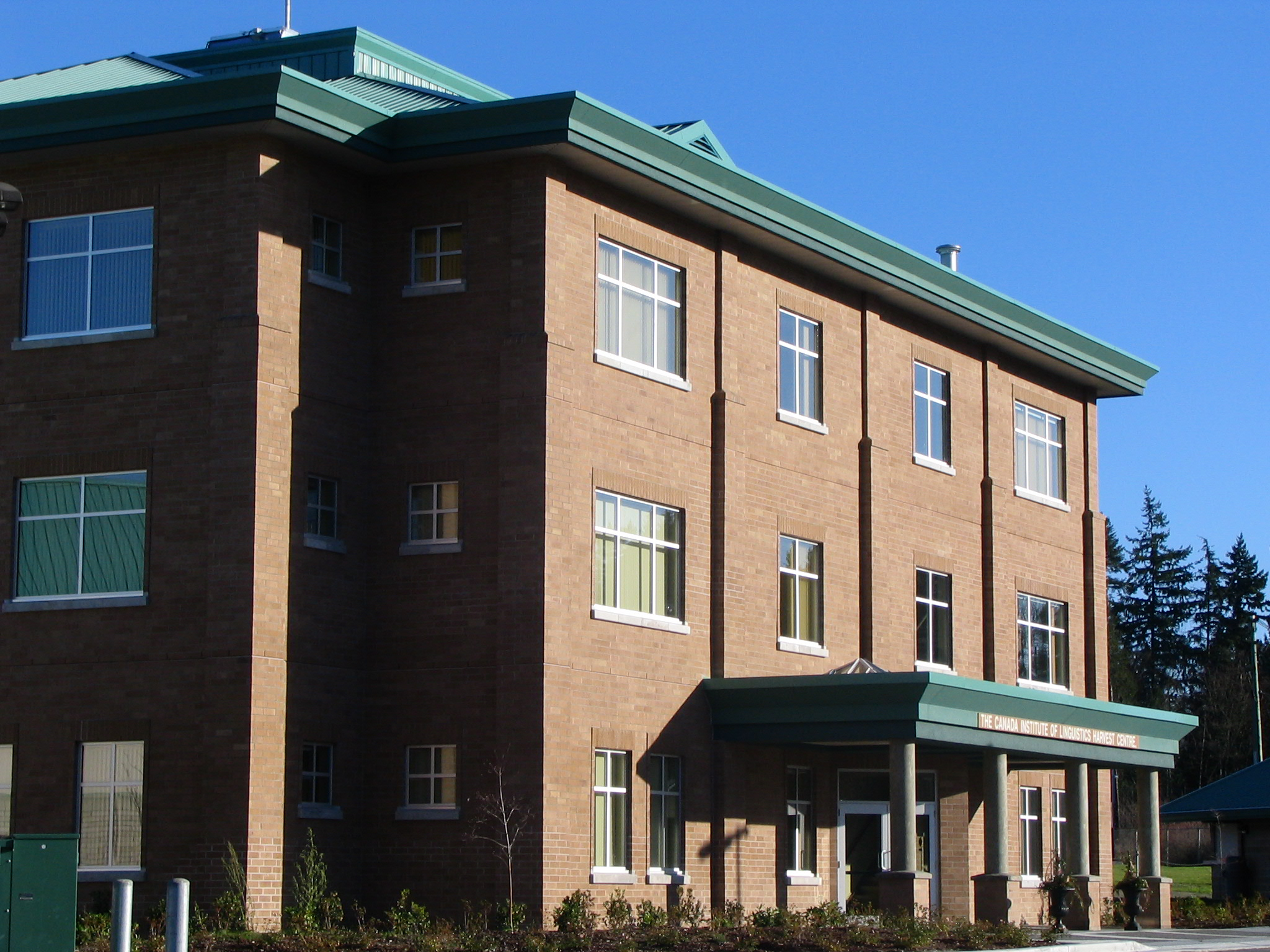
The Canada Institute of Linguistics
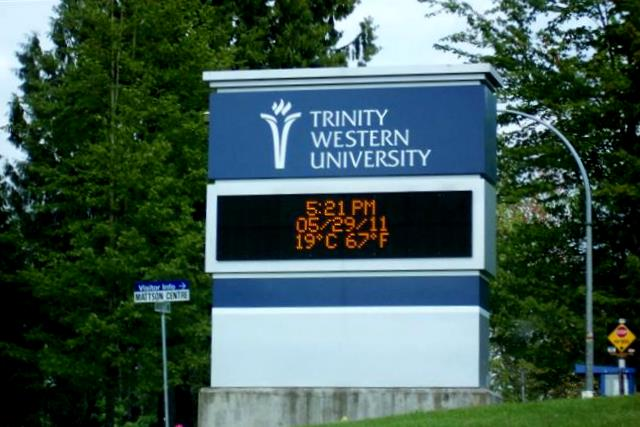
Entrée

## Affaires judiciaires
Dans l'affaire Université Trinity Western c. British Columbia College of Teachers de 2001, elle a remporté un litige qui l'opposait à un organisme de certification des facultés d'enseignement, qui lui avait refusé la certification en raison de la politique de normes communautaires interdisant le « comportement homosexuel ». La Cour suprême a jugé que le BCCT avait agi inéquitablement et s'était fondé sur des considérations non pertinentes car rien ne prouve que les diplômés de l'université ont adopté un comportement discriminatoire par la suite.
Par contre, dans l'affaire Trinity Western University c. Barreau du Haut‑Canada de 2018, où les faits sont similaires (la politique de normes communautaires interdit aussi les relations sexuelles avant le mariage) mais où l'enjeu cette fois-ci concerne l'agrément dans un ordre professionnel juridique, la Cour suprême a fait une distinction avec cet arrêt précédent et c'est le Barreau de l'Ontario qui a remporté le litige. La Cour suprême a décidé que « la décision du Barreau du Haut‑Canada de ne pas agréer la faculté de droit proposée par TWU représente une mise en balance proportionnée de la restriction imposée aux protections religieuses conférées par l’al. 2a) de la Charte et des objectifs prévus par la loi que cherchait à poursuivre le Barreau du Haut‑Canada. La décision du Barreau du Haut‑Canada  était donc raisonnable ».